# جزیره ساندی (کینگ ساند)
جزیره ساندی (کینگ ساند) (به انگلیسی: Sunday Island (King Sound)) یک منطقهٔ مسکونی در استرالیا است.

## خصوصیات
جزیره ساندی ۰ نفر جمعیت دارد.